# Леон (Нікарагуа)
Леон-Сантьяго-де-лос-Кабальєрос (ісп. León Santiago de los Caballeros), зазвичай просто Леон — друге за розміром місто Нікарагуа (після Манагуа) та столиця департаменту Леон. Леон заснували іспанці в 1524 році, але 1610 року його покинули та перенесли на нове нинішнє місце розташування. Руїни колишнього міста Старого Леона (León Viejo) зараз входять до списку Світової спадщини. Історичний центр сучасного Леона також містить велике число будівель колоніальної епохи, за цим показником дорівнюючи в країні лише місту Гранада.

## Розташування
Леон лежить на березі річки Чикіто приблизно за 80 км на північний захід від Манагуа та за 20 км від Тихого океану. У 2005 році населення міста становило близько 175 тис. мешканців, кількість людей збільшується протягом навчального періоду через велику кількість студентів з провінцій, що здобувають освіту в місті. Хоча і менше за розміром за столицю, Манагуа, Леон є освітнім центром країни, його університет був заснований в 1813 році. Також місто є важливим промисловим, сільськогосподарським (переробка цукрової тростини, м'яса, платанів, сорго) та комерційним центром Нікарагуа.

## Історія

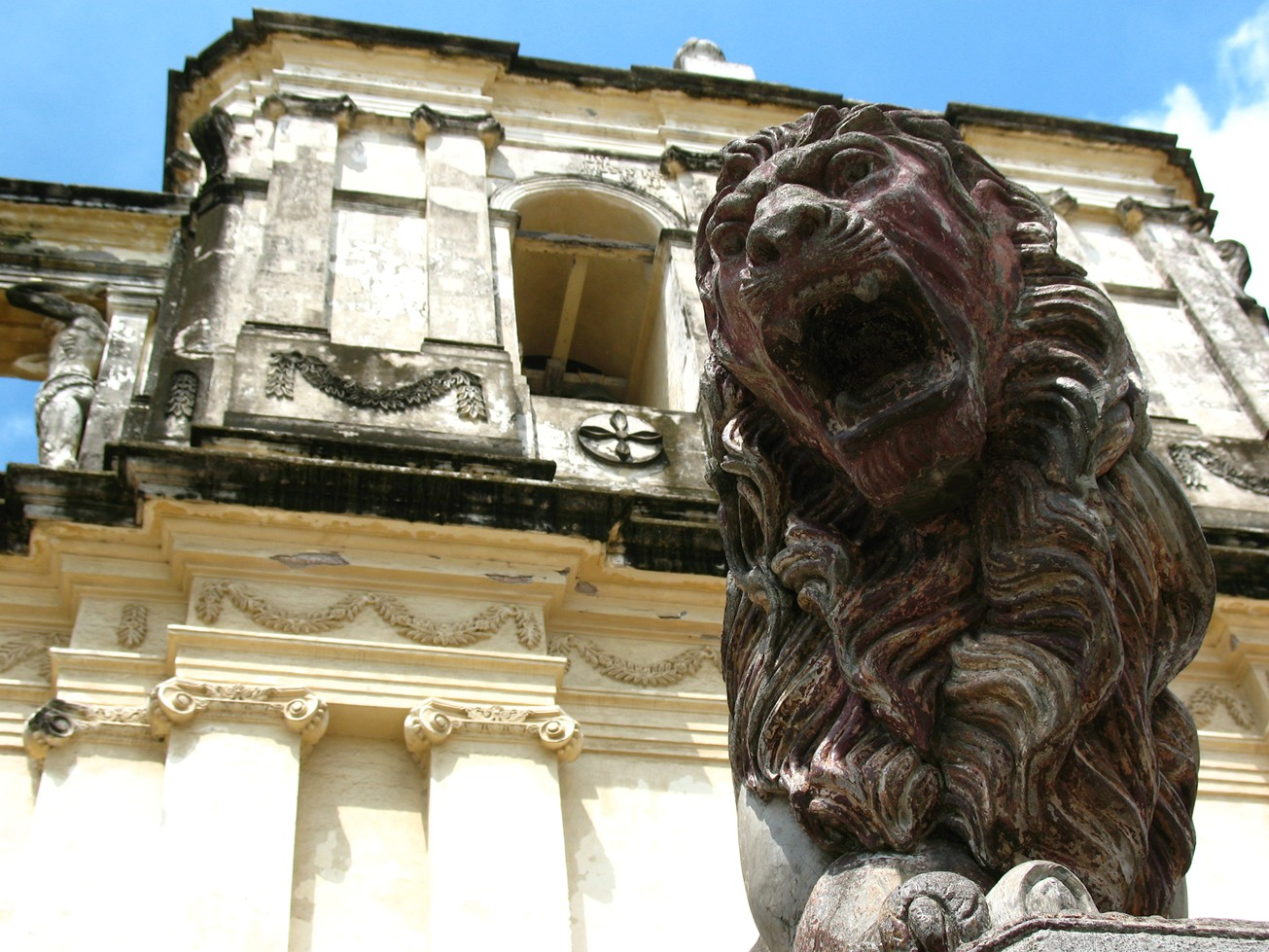
Собор Сан-Педро в Леоні

Перше місто, назване Леоном в Нікарагуа, було засноване у 1524 р. Франциско Ернандес де Кордобою бл. 30 кілометрів на схід від сучасного міста. В 1610 році місто було зруйноване землетрусом під час виверження вулкану. Леон був столицею Нікарагуа починаючи з колоніальних часів. У 1839 році після того, як Нікарагуа вийшло зі складу Сполучених провінцій Центральної Америки місто стало столицею незалежної держави. Довгий час ліберальна адміністрація віддала перевагу як центральному місту Леону, а консервативна адміністрація віддала перевагу Гранаді, поки в якості компромісу у 1858 році місто Манагуа  не стало новою столицею.
У 1950 році в місті Леоні проживало 31 000 осіб. 21 вересня 1956 року 21 вересня 1956 р. у Леоні Рігоберто Лопес Перес  розстріляв президента Нікарагуа Анастасіо Сомоза Гарсія та смертельно поранив його, який через декілька днів помер.
У 1967 році були розкопані руїни міста, які нині відомі як Леон-Вьєхо. Місто мало планування, характерне для міст Латинської Америки того часу, приблизно квадратне з великою площею в центрі. В ході розкопок була очищена центральна частина міста розмірами 800 на 500 м з 16 будинками на цій території. Також місто мало три монастиря: «Ла-Мерсед», «Сан-Педро» і «Сан-Франсиско», розташовані на головних вулицях міста та відкриті до 1560 року. 17 липня 1979 року, нове місто отримало звання «Перша столиця Нікарагуа».
Проте руїни не уникнули нових природних катаклізмів, що продовжують загрожувати їм. Так, у травні 1982 року тропічний шторм Альєта зруйнував мури міста, ураган Джоан в жовтні 1988 року пошкодив кілька будівель, а в жовтні 1998 року ураган Мітч істотно пошкодив майже половину будівель. У 2000 році Леон-Вьєхо було оголошено містом всесвітньої спадщини ЮНЕСКО.